# Episodi di Private Eyes (terza stagione)
La terza stagione della serie televisiva Private Eyes, è composta da 12 episodi, è stata trasmessa in prima visione in Canada su Global e negli Stati Uniti d'America sul Network ABC dal 29 maggio al 7 agosto 2019.
In Italia la stagione è andata in onda su Fox Crime, canale a pagamento della piattaforma Sky, dal 4 ottobre all'8 novembre 2019 e in chiaro è stata trasmessa in prima visione su Rai 4 dal 21 maggio all'11 giugno 2020.
| n° | Titolo originale                                | Titolo italiano          | Prima Tv Canada | Prima Tv Italia  |
| -- | ----------------------------------------------- | ------------------------ | --------------- | ---------------- |
| 1  | Catch Me if You Can                             | Prova a prendermi        | 29 maggio 2019  | 4 ottobre 2019   |
| 2  | Full Court Press                                | Foto compromettente      | 5 giugno 2019   | 4 ottobre 2019   |
| 3  | Cut and Run                                     | Tagliare la corda        | 12 giugno 2019  | 11 ottobre 2019  |
| 4  | The Life of Riley                               | La vita di Riley         | 19 giugno 2019  | 11 ottobre 2019  |
| 5  | The Grape Deception                             | Una bottiglia speciale   | 25 giugno 2019  | 18 ottobre 2019  |
| 6  | Hog Day Afternoon / So You Think You Can Kill!  | Ostaggi                  | 26 giugno 2019  | 18 ottobre 2019  |
| 7  | Dance, Dance Retribution / She Slices, He Dices | La danza della vendetta  | 3 luglio 2019   | 25 ottobre 2019  |
| 8  | The Conroy Curse                                | La maledizione di Conroy | 10 luglio 2019  | 25 ottobre 2019  |
| 9  | It Happened One Fight                           | Il prezzo della libertà  | 17 luglio 2019  | 1º novembre 2019 |
| 10 | Tex Therapy                                     | La terapia Tex           | 24 luglio 2019  | 1º novembre 2019 |
| 11 | Aye, Aye, Tonya                                 | Il tesoro dei pirati     | 31 luglio 2019  | 8 novembre 2019  |
| 12 | Glazed and Confused                             | Glassati e confusi       | 7 agosto 2019   | 8 novembre 2019  |